# Calcio Catania 2005-2006
Questa voce raccoglie le informazioni riguardanti il Calcio Catania nelle competizioni ufficiali della stagione 2005-2006.

## Stagione
Nella stagione 2005-2006 il Catania disputa il campionato di Serie B, raccoglie 78 punti che valgono il secondo posto, alle spalle dell'Atalanta, entrambe promosse in Serie A, la terza promossa è il Torino che ha vinto i Play-off. La truppa rossoazzurra allenata da Pasquale Marino disputa un torneo di vertice, sempre nelle prime posizioni, ottiene 40 punti nel girone di andata, due lunghezze dietro la sorpresa Mantova, nel girone di ritorno ne raccoglie 38, mantenendo la seconda posizione, dietro all'Atalanta. Protagonista di questa esaltante stagione per gli etnei, Gionatha Spinesi arrivato dall'Arezzo, autore di 23 reti in campionato, ottimo anche il contributo di Giuseppe Mascara con 14 reti. La promozione certa è giunta solo all'ultima giornata, con la vittoria (2-1) sull'Albinoleffe, una attesa durata ventidue anni. Nella Coppa Italia tornata ad eliminazione diretta, il Catania viene subito eliminato nel primo turno a Pisa, sconfitto (5-4) dopo i calci di rigore.

## Rosa
| N. |                      | Ruolo | Calciatore         |
| -- | -------------------- | ----- | ------------------ |
| 1  | Italia (bandiera)    | P     | Armando Pantanelli |
| 2  | Argentina (bandiera) | D     | Luciano Zavagno    |
| 3  | Italia (bandiera)    | D     | Rocco Sabato       |
| 4  | Brasile (bandiera)   | C     | Adriano Mezavilla  |
| 4  | Italia (bandiera)    | D     | Andrea Sottil      |
| 5  | Brasile (bandiera)   | D     | César              |
| 6  | Italia (bandiera)    | D     | Andrea Suriano     |
| 7  | Italia (bandiera)    | A     | Orazio Russo       |
| 8  | Italia (bandiera)    | C     | Antonino Cardinale |
| 8  | Italia (bandiera)    | C     | Renato Olive       |
| 9  | Italia (bandiera)    | A     | Giuseppe Mascara   |
| 10 | Italia (bandiera)    | A     | Roberto De Zerbi   |
| 11 | Italia (bandiera)    | A     | Umberto Del Core   |
| 12 | Italia (bandiera)    | P     | Alessio Caroccia   |
| 13 | Svizzera (bandiera)  | A     | Slaviša Dugić      |
| 14 | Italia (bandiera)    | C     | Mattia Biso        |
| 15 | Italia (bandiera)    | D     | Giovanni Paschetta |
| 15 | Italia (bandiera)    | D     | Giovanni Marchese  |

| N. |                    | Ruolo | Calciatore           |
| -- | ------------------ | ----- | -------------------- |
| 16 | Italia (bandiera)  | P     | Ciro Polito          |
| 17 | Italia (bandiera)  | C     | Riccardo Nardini     |
| 18 | Italia (bandiera)  | C     | Giorgio Lucenti      |
| 19 | Uruguay (bandiera) | A     | Diego Rafael Perrone |
| 19 | Italia (bandiera)  | D     | Matteo Gritti        |
| 20 | Italia (bandiera)  | D     | Paolo Bianco         |
| 21 | Italia (bandiera)  | D     | Cristian Silvestri   |
| 22 | Italia (bandiera)  | C     | Maurizio Anastasi    |
| 23 | Italia (bandiera)  | D     | Massimo Lo Monaco    |
| 23 | Italia (bandiera)  | D     | Antonio Pecorino     |
| 24 | Italia (bandiera)  | A     | Gionatha Spinesi     |
| 25 | Italia (bandiera)  | C     | Ciro Danucci         |
| 25 | Italia (bandiera)  | C     | Ezio Brevi           |
| 26 | Italia (bandiera)  | C     | Fabio Caserta        |
| 27 | Italia (bandiera)  | D     | Sergio Giglio        |
| 28 | Italia (bandiera)  | C     | Davide Baiocco       |
| 29 | Italia (bandiera)  | P     | Vito Laudicina       |
| 32 | Italia (bandiera)  | A     | Stefano Dall'Acqua   |

## Risultati

### Campionato

#### Girone di andata
| Arbitro: | Stefanini (Prato) |

|           |           |              |
| Olivi 37’ | Marcatori | 87’ E. Brevi |

| Arbitro: | Racalbuto (Gallarate) |

|                           |           |           |
| De Zerbi 43’ Del Core 56’ | Marcatori | 64’ Bruno |

| Arbitro: | Gabriele (Frosinone) |

|             |           |  |
| Pestrin 88’ | Marcatori |  |

| Catania 10 settembre 2005, ore 16:00 4ª giornata | Catania            | 0 – 0 (0 - 0) | Arezzo | Stadio Angelo Massimino\| Arbitro: \| Preschern (Mestre) \| |
| Arbitro:                                         | Preschern (Mestre) |               |        |                                                             |

| Arbitro: | Saccani (Mantova) |

|  |           |                       |
|  | Marcatori | 60’ César 71’ Mascara |

| Arbitro: | Paparesta (Bari) |

|                                          |           |           |
| Spinesi 18 rig.’, 45+1’, 50’ Caserta 90’ | Marcatori | 54’ Terra |

| Arbitro: | Romeo (Verona) |

|                                         |           |            |
| Jeda 51’ Tarantino 72’ N. Ferrari 90+5’ | Marcatori | 24’ Sottil |

| Arbitro: | Tombolini (Ancona) |

|                               |           |  |
| Spinesi 14 rig.’ O. Russo 58’ | Marcatori |  |

| Arbitro: | Rosetti (Torino) |

|                                 |           |                   |
| Drascek 66 aut.’ O. Russo 90+1’ | Marcatori | 57’, 61’ González |

| Arbitro: | Paparesta (Bari) |

|                                   |           |  |
| Sommese 9’ Tarana 73’ Noselli 86’ | Marcatori |  |

| Arbitro: | Saccani (Mantova) |

|             |           |              |
| Caserta 60’ | Marcatori | 5’ Vignaroli |

| Arbitro: | Rizzoli (Bologna) |

|                 |           |                  |
| Godeas 24 rig.’ | Marcatori | 60’, 82’ Spinesi |

| Terni 29 ottobre 2005, ore 16:00 13ª giornata | Ternana                  | 0 – 0 (0 - 0) | Catania | Stadio Libero Liberati\| Arbitro: \| P.S. Mazzoleni (Bergamo) \| |
| Arbitro:                                      | P.S. Mazzoleni (Bergamo) |               |         |                                                                  |

| Arbitro: | De Santis (Roma) |

|                 |           |           |
| Mascara 6 rig.’ | Marcatori | 24’ Muzzi |

| Arbitro: | Rodomonti (Roma) |

|              |           |                         |
| Ricchiuti 3’ | Marcatori | 56’ Mascara 70’ Spinesi |

| Arbitro: | Lops (Torino) |

|                        |           |               |
| Caserta 2’ Spinesi 70’ | Marcatori | 7’ Carparelli |

| Arbitro: | Girardi (San Donà di Piave) |

|              |           |                       |
| Adailton 27’ | Marcatori | 53 rig.’, 65’ Spinesi |

| Arbitro: | Banti (Livorno) |

|                                    |           |                 |
| César 9’ Silvestri 20’ Mascara 57’ | Marcatori | 35’ 37’ Asamoah |

| Arbitro: | Ciampi (Roma) |

|  |           |             |
|  | Marcatori | 37’ Spinesi |

| Arbitro: | Gava (Conegliano) |

|                             |           |  |
| Spinesi 8’, 21’ Mascara 80’ | Marcatori |  |

| Arbitro: | Brighi (Cesena) |

|                         |           |                                 |
| Joelson 52’ M. Gori 78’ | Marcatori | 77 aut.’ Garlini 90+4’ Del Core |

#### Girone di ritorno
| Arbitro: | Squillace (Catanzaro) |

|                                         |           |             |
| Del Core 85’ De Zerbi 88’ Lucenti 90+2’ | Marcatori | 45+1’ Cacia |

| Arbitro: | Banti (Livorno) |

|                              |           |  |
| Milanetto 24’ Possanzini 49’ | Marcatori |  |

| Arbitro: | Trefoloni (Siena) |

|                |           |  |
| De Zerbi 45+1’ | Marcatori |  |

| Arezzo 23 gennaio 2006, ore 20:45 25ª giornata | Arezzo           | 0 – 0 (0 - 0) | Catania | Stadio Città di Arezzo\| Arbitro: \| Rodomonti (Roma) \| |
| Arbitro:                                       | Rodomonti (Roma) |               |         |                                                          |

| Arbitro: | Dattilo (Locri) |

|  |           |                  |
|  | Marcatori | 46’ L. Anaclerio |

| Arbitro: | Dondarini (Finale Emilia) |

|                    |           |                      |
| Marino Defendi 38’ | Marcatori | 52’ Biso 66’ Mascara |

| Arbitro: | Rodomonti (Roma) |

|                                    |           |                    |
| Spinesi 3’, 71’ (rig.) Mascara 80’ | Marcatori | 12’ Juric 33’ Jeda |

| Arbitro: | Racalbuto (Gallarate) |

|            |           |             |
| Albino 74’ | Marcatori | 69’ Spinesi |

| Arbitro: | Ayroldi (Molfetta) |

|  |           |                        |
|  | Marcatori | 34’ Biso 90+3’ Mascara |

| Arbitro: | Morganti (Ascoli Piceno) |

|                         |           |  |
| Mascara 29’, 45+3’, 62’ | Marcatori |  |

| Arbitro: | Rocchi (Firenze) |

|                  |           |             |
| Smit 2’ Daino 5’ | Marcatori | 62’ Mascara |

| Arbitro: | Preschern (Mestre) |

|              |           |                |
| De Zerbi 49’ | Marcatori | 68’ Borgobello |

| Arbitro: | Dondarini (Finale Emilia) |

|                                        |           |           |
| Spinesi 1’ Troise 7 aut.’ O. Russo 86’ | Marcatori | 16’ Frick |

| Arbitro: | Paparesta (Bari) |

|                                |           |              |
| Abbruscato 34’ Rosina 90 rig.’ | Marcatori | 25’ De Zerbi |

| Catania 8 aprile 2006, ore 16:00 36ª giornata | Catania        | 0 – 0 (0 - 0) | Rimini | Stadio Angelo Massimino\| Arbitro: \| Palanca (Roma) \| |
| Arbitro:                                      | Palanca (Roma) |               |        |                                                         |

| Arbitro: | Pantana (Macerata) |

|                              |           |                                                  |
| Dedic 9’ Carparelli 69 rig.’ | Marcatori | 19’ Mascara 38’ Spinesi 62’ Caserta 75’ De Zerbi |

| Catania 28 aprile 2006, ore 20:45 38ª giornata | Catania           | 0 – 0 (0 - 0) | Verona | Stadio Angelo Massimino\| Arbitro: \| Rizzoli (Bologna) \| |
| Arbitro:                                       | Rizzoli (Bologna) |               |        |                                                            |

| Arbitro: | Morganti (Ascoli Piceno) |

|                    |           |               |
| Tamburini 83’, 86’ | Marcatori | 45+2’ Spinesi |

| Arbitro: | Rodomonti (Roma) |

|                              |           |  |
| Spinesi 4’, 70’ De Zerbi 26’ | Marcatori |  |

| Arbitro: | Girardi (San Donà di Piave) |

|              |           |                             |
| Mattioli 50’ | Marcatori | 17’ 72’ Mascara 31’ Caserta |

| Arbitro: | Farina (Novi Ligure) |

|                          |           |              |
| Spinesi 15’ Del Core 53’ | Marcatori | 40’ N. Russo |

### Coppa Italia

#### Turni ad eliminazione diretta
| Arbitro: | Palanca (Roma) |

|                                           |                      |                                             |
| Matinella 33’                             | Marcatori            | 23’ Nardini                                 |
| Ragatzu Giardina Pasino Grassi Pellecchia | Tiri di rigore 5 – 4 | O. Russo Caserta Spinesi De Zerbi Cardinale |